# Čestmír Mudruňka
Čestmír Mudruňka (* 9. září 1935 Uhersko u Pardubic) je český akademický sochař a restaurátor.

## Studia
- 1950–1954 – Střední průmyslová škola kamenická a sochařská v Hořicích v Podkrkonoší, ukončena maturitou.
- 1954–1958 – Po ukončení střední školy působil jako kamenosochař v dílně O. Velínského v Praze, potom pracoval jako kameník na klášteře sv. Anežky české na Františku a na kostele v Emauzích.
- 1958–1964 – Akademie výtvarných umění v Praze, u prof. Jana Laudy, Karla Pokorného a Karla Hladíka.
- Po roce 1964 – Po ukončení studia pracuje v ateliéru na Letné, hlavně v kameni a bronzu.

## Realizace
- 1961 spolupráce na pískovcovém sousoší Každý má právo na vzdělání od Josefa Klimeše v Unhošti

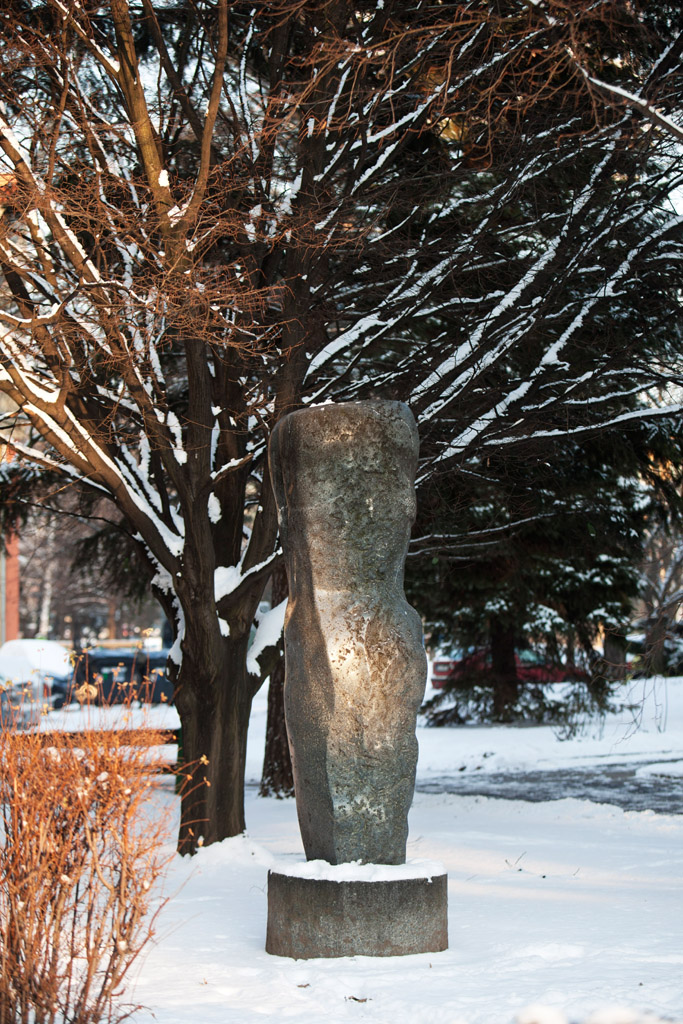
Čestmír Mudruňka, Venuše, kámen, Praha 9 – Prosek, Bohušovická, 1973

- Čestmír Mudruňka, Venuše, kámen, Praha 9 – Prosek, Bohušovická, 19731973 Venuše – syenit, Praha – Prosek
- 1973 Sluneční hodiny – pískovec, Praha – Prosek
- 1975 Sídlištní plastika, beton a keramika, Holandská ulice, Kročehlavy
- 1981 Chrlič fontány – bronz, Praha – Folimanka
- 1985 Žena na slunci – jugoslávský mramor, Praha – Břevnov

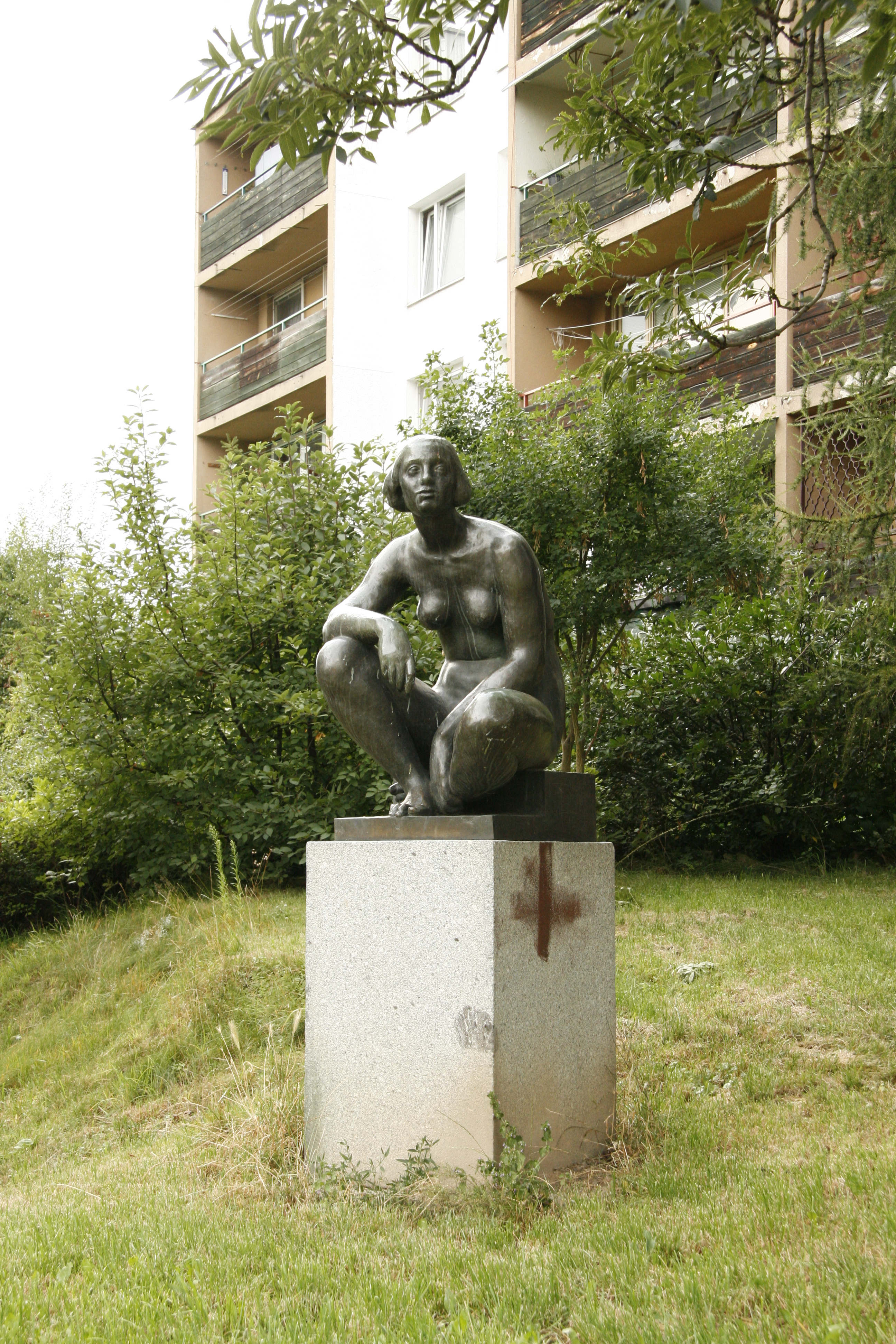
Čestmír Mudruňka, 1986, bronz, Na okruhu, sídliště Písnice, Praha 4, arch. Jan Hančl

- Čestmír Mudruňka, 1986, bronz, Na okruhu, sídliště Písnice, Praha 4, arch. Jan Hančl1986 Sedící – bronz, Praha – Písnice ,odcizeno kolem roku 2010, arch. Jan Hančl
- Zvěrokruh – pískovec, plastika před školou v Potěhách
- Kašna – žula, Praha – Žižkov
- Vichřice – bronz, Kladno – Kročehlavy
- Fontána – bronz a žula, Kladno
- Den a Noc – bronz, vstupní plastiky zámku Dobříš
- Dr. Jiří Guth Jarkovský bronz, pro Olympijský výbor a muzeum v Lausanne
- Krajina kříže – hořický pískovec, jedna ze souboru 15 soch projektu novodobé křížové cesty nedaleko obce Stanovice nedaleko Kuksu, nazvaného "Příběh nadějí a utrpení člověka"

## Samostatné výstavy
- Praha
- Velvary
- Jičín
- Náchod
- Turnov
- Hořice[1] v Podkrkonoší
- Libeňský zámek

## Kolektivní výstavy a galerie
Účastnil se mnoha výstav doma i v zahraničí např. v Mexiku , Nizozemsku, Německu, Itálii, Maďarsku. Jeho práce jsou zastoupeny v soukromých sbírkách doma i v zahraničí a ve sbírkách předních českých galerií:
- Národní Galerie v Praze
- Galerie Zlín
- Moravská galerie Brno
- Galerie Roudnice
- Galerie Cheb.

## Restaurování
Čestmír Mudruňka se průběžně zabývá restaurováním, zejména kamenných plastik. Např. mariánské sloupy v Broumově a Litoměřicích, restaurátorské práce na litoměřickém biskupství, na komplexu farního kostela v Doksanech a j.

## Ocenění
- I. pražský Salón – cena mladých
- Trenčín – cena za drobnou bronzovou plastiku